# Armadillidium ephesiacum
Armadillidium ephesiacum is een pissebed uit de familie Armadillidiidae. De wetenschappelijke naam van de soort is voor het eerst geldig gepubliceerd in 1927 door Strouhal.